# オバチャーン
オバチャーンは、2011年（平成23年）8月に結成、2012年にデビューした大阪府のご当地女性アイドルグループ。
自称平均年齢70.5歳。キャッチフレーズは「絡んでくるアイドル」。センターは大阪府富田林市出身の舟井栄子が務めている。日本最高齢アイドルグループを自称、「ご当地アイドル殿堂入り」。プロデューサーは日座裕介。2022年でデビュー10周年を迎え、これまでにシングル7曲を発表。YouTube総再生回数は300万回を超える。

## 概要
大阪のおばちゃんパワーで世界を元気にすることを目的に結成された。コンセプトは「絡んでくるアイドル」。
結成当初のグループ名は「オバハーン」であったが、2012年8月に「大人の事情」との理由で現在の「オバチャーン」に改名している。
2012年にYouTubeで発表されたデビュー曲「オバチャーンのテーマ」が120万回以上再生され、日本や海外のメディアに多数取り上げられ話題となる。2013年11月、第2弾「オバレゲエ」を発表。通天閣でレコ発イベントを開催するもCDは関係者以外で売れたのは6枚のみと苦戦。それがかえって話題となる。2014年にトイズファクトリーより「オバチャーンのテーマ」がメジャー配信され、USENヒットチャートJ-POP部門最高6位を記録。
メンバー数は状況に応じて1人から47人まで変わり、特に精鋭の7人を「仏7」と称する（AKB48の神7のもじり）。また、仏7に入れなかったメンバーはネクストジェネレーションズと呼ばれている。デビュー当初は47人のメンバーが在籍していたが、メディアへの露出が仏7に集中したため、嫉妬などが原因で約30人が脱退。
通天閣を活動拠点としており不定期でライブなどを行っている。ラップ、レゲエ、スカ、EDMなど多彩な音楽性を取り入れた楽曲と大阪を舞台にしたMVの発表を続けている。ヒョウ柄などアニマルモチーフの派手な衣装で元気に歌い踊るステージングが特徴的。一方で、歌詞やダンスが覚えられず度々CD発売が延期される、足腰の痛みと戦いながらステージに立つなど高齢アイドルならではの悩みも多い。ライブ以外にも「飴ちゃん配り」や「人生相談」などのパフォーマンスを行っている。CDには握手券ならぬ「人生相談券」がついている。
2014年6月には産経新聞において、大阪だけでなく首都圏などでもブームを巻き起こすほどの人気を博していると報じられた。
2019年6月、G20大阪サミット開催に合わせYouTubeにて発表された「OBA FUNK OSAKA」がBBCを始め世界中のメディアに「日本の元気なおばあちゃんアイドル」と紹介される。またシンガポールの首相が「同じ高齢社会国家としてオバチャーンから学ぶことがある」とコメントした。
「OBA FUNK OSAKA」のMVには大阪府立登美丘高等学校ダンス部OGが出演しており、同ダンス部コーチのakaneが振付を務めたことも話題となった。
2023年にコロナ禍の活動自粛期間の暇つぶしで始めたTikTokで過去映像の切り抜き動画が400万回再生を記録。ボジティブな歌詞と底抜けに明るいキャラクターが若者に支持を受ける。
2025年、6年ぶりの新曲「OVERPOWER」をリリース。振付はakaneが務めた。

## 主な活動歴
- 2012年
  - 10月
    - おおさかカンヴァス推進事業のアートイベントに「47人のオバチャーン」として参加し反響を呼ぶ[1][25]。
    - 第1弾「オバチャーンのテーマ」でデビュー[1]。iTunesで配信が始まる[1]。
- 2013年
  - 11月
    - 第2弾「オバレゲエ」を発表。通天閣にてレコ発イベント開催。
- 2014年
  - 4月、トイズファクトリーより配信開始。第1弾「オバチャーンのテーマ」が配信されUSENヒットチャートJ-POP部門最高6位を記録。YouTubeの再生回数は170万回超。舞音楽祭 出演
  - 7月、大阪府警察とコラボした痴漢撃退ソング「夜道は☆ダンスフロア」をYouTubeにて発表[26]。痴漢ひったくり件数ワースト1の大阪府を救うべく、主に若い女性へ向けて啓蒙活動を開始。その活動が認められ、大阪府知事より「女性に対する暴力を無くす運動（パープルリボン運動）」の応援大使に任命される[27]。
  - 8月、A-nation 出演。
  - 9月、GO OUT CAMP関西 出演。
- 2015年
  - 3月、OSAKA KAWAII 2015出演。
  - 4月、中国 広西チワン族自治区 百色市 観光ビデオ出演。
  - 6月、The Miceteethとコラボした第4弾スカソング「オバスカドン」を発表。
- 2016年
  - 7月、第5弾「オバパ！〜ヤなこと忘れてオバパーテー〜」を発表[28]。クラスモのCMソング。
  - 10月、大阪府警察 鉄道警察隊の痴漢撃退CMに出演。福岡、山口、広島の3県を中心に放映される、大分県中津市のPRを目的としたCMに起用[2]。
- 2017年
  - 11月、第6弾「オバザスカイ」を発表。ライブ会場でのカセットテープ販売開始[29]。
- 2019年
  - 6月、第7弾「OBA FUNK OSAKA」発表。
- 2022年
  - 8月、結成10年を迎えて日本ご当地アイドル活性協会より『ご当地アイドル殿堂入り』に認定される[30]。
  - 10月14〜16日、10周年記念として大阪梅田のハンズ梅田店にてオバ大阪三十六景写真展開催。土日のみフリーライブと人生相談会[31]。
- 2023年
  - 2月 コロナ禍の活動自粛期間の暇つぶしで始めたTikTokで過去映像の切り抜き動画が400万回再生を記録[32][33][34]。

## メンバー

### 仏7（メディア選抜）
- オバチャーンレッド - 舟井栄子（センター）
“抜群の安定感”　
大阪府立富田林高等学校卒業[35]。曲者ばかりのオバチャーンをまとめる不動のセンター。
安定したトークとスタッフの要求に確実に応えるリアクションが得意。
膝に爆弾を抱えながら奮闘するガラスのエース。
特技：河内音頭、パチンコ

- オバチャーンブルー - 宇口久子
“宇宙の口と書いて宇口”　
オバチャーンきってのしゃべりの達人で、「100時間しゃべっても平気やけど、1時間黙ったら死んでしまう」が口癖。英語を得意とするオバチャーン1のトリックスター。腰痛防止のためダンスはリハビリレベル。
特技:しゃべり

- オバチャーンイエロー - 浜由紀子
“ダンス実力No1だが声はガラガラ”
メンバーNo1のダンスの実力の持ち主。ジャズダンス、日本舞踊、創作ダンスを得意とし、オバチャーンをダンスで引っ張るリーダー。ただし声はガラガラなのでトークや歌は苦手。
特技:ダンス全般

- オバチャーンブラック - 奥百合子
“影の頑張り屋”
地味な顔なのに目立ちたがり屋。頑張りがいまいち報われない影の存在。杉良太郎一筋30年の杉中毒。
特技：杉良太郎のおっかけ

- オバチャーンピンク - 竹峰良子（最年長）
“開脚系小動物”
オバチャーン最年長ながら、小動物さながらにちょこまか動き回るもっとも元気なオバチャーン。開脚アピールで取材のカメラを独り占めしている。
特技：文鳥の交尾のモノマネ

- オバチャーングリーン - 山本かつら
“のんびり我が道を行く上品オバチャーン”
趣味は華道とフラダンスというハイソサエティな上品オバチャーン。
趣味：華道、フラダンス

- オバチャーンパープル - 福井清子（元ウグイス嬢）
“やる気だけは人一倍”
元ウグイス嬢の経歴をもつ歌うオバチャーン。やたらとやる気があることをアピールするが、実力には疑問が残る。イタズラ好きのかわいい面もある。
趣味：いたずら

### ネクストジェネレーションズ（次世代組）
- 樋口由美
“ゴマキ以来の大型新人”
オバチャーンの若返りを図るために投入された最若手新人。深刻な膝の痛みを抱えるセンター舟井の代役を務めるなど、新人らしからぬ度胸で活躍中。
趣味：水彩画

- 石川八重子
“実力未知数”
運営スタッフでさえも、その実力を測りかねている新人オバチャーン。今後の活躍が期待される。
趣味：物まね/ダンス

- 尾崎知子
“笑顔は悪くないが、実力未知数”
運営スタッフでさえも、その実力を測りかねている新人オバチャーン 。今後の活躍が期待される。
趣味：ズンバ/旅行

- 吉野洋子
“多趣味”
育て方次第では大物に化ける可能性がなくはないオバチャーン。
趣味：安来節、一人まんざい、詩吟・民謡、カラオケ

- 田中芳子
“のびしろ大”
実力は全くないが、のびしろはありそう。
趣味：おしゃべり、カラオケ、ゴルフ、編み物・縫い物

- 杉本侑響子
“サークル感覚”
オバチャーン にサークル感覚で所属する新人感丸出しオバチャーン。
趣味：詩吟、茶道

- 青山あおい
“やる気はあるが、実力0”
運営に見せるやる気だけは立派だが、それ以外は何もない。今後の覚醒が期待される。
趣味：悩み相談

## 楽曲
1. オバチャーンのテーマ（2012年10月）
2. オバレゲエ（2013年11月）
3. 夜道は☆ダンスフロア（2014年7月）
4. オバスカドン（2015年6月） - itunes配信
5. オバパ！〜ヤなこと忘れてオバパーテー〜（2016年7月）
6. オバザスカイ（2017年11月）
7. OBA FUNK OSAKA（2019年6月）
8. OVERPOWER(2025年3月19日）

## メディア出演
- FNNスーパーニュース - フジテレビ
- 月曜から夜ふかし - 日本テレビ
- おはよう日本 - NHK
- 情報7daysニュースキャスター - TBS
- はなまるマーケット - TBS
- ZIP! - 日本テレビ
- キスマイフェイク - TBS
- スッキリ - 日本テレビ
- 情報プレゼンター とくダネ! - フジテレビ
- NEWS WEB - NHK
- ひるおび - TBS
- きわめびと - NHK
- 情報ライブ ミヤネ屋 - 読売テレビ（日本テレビ）
- めざましテレビ - フジテレビ

他多数

### CM/ポスター
- ディズニー映画「ローン・レンジャー」関西限定CM（2013年）
- 大阪府警察 ひったくり防犯キャンペーンCM（2014年）
- リクナビNext 転職サービスWebキャンペーン（2014年）
- カー用品 ジェームス Be-yo モニターキャンペーン（2014年）
- So-net光 with フレッツS　WEB CM（2014年）
- 着物買取専門 買取福ちゃん CM（2014年）
- きたかみ自販 CM（2015年 - ）
- 昆虫映画「アリのままでいたい」毎日放送限定CM（2015年） - ナレーション[36]
- 不動産クラスモ CM（2016年）
- 大分県中津市「オバチャーン」WEB動画（2016年）[37]
- 大阪府警 鉄道警察隊 痴漢撃退CM（2016年）
- セレッソ大阪 かしまし大阪おばちゃんデーWEB CM（2017年）
- エヴェッサ大阪 新潟アルビレックスBB戦ポスター（2019年）
- 大阪アジアン映画祭ポスター（2019年）
- 大阪府下消防本部　住宅用火災警報器ポスター（2019年）[38]
- 大阪府警察 生活安全課「大阪府警察オバチャーン署」特殊詐欺被害防止CM（2019年）[39][40][41]
- NEXCO西日本　リニューアルプロジェクトCM　オバチャーンダッシュ篇（2019年）
- エコアートCM（2019年）
- 大阪経済大学 「経済はあなたを強くする」WEBムービー（2019年）
- TUBE「日本の夏からこんにちは」CM SPOT（2020年）
- 大阪市消防局「火災から高齢者を守ろう！」CM（2020年）
- 『ザ・ファブル 殺さない殺し屋』スペシャルパロディ予告（2021年）
- リステリン「マスク君LOVEマシーン」篇（2021年）
- 大阪府警察「大阪府警察オバチャーン署　高齢者闇バイト編」（2023年）[42]

## 映画
- 翔んで埼玉 ～琵琶湖より愛をこめて～（2023年）